# أنتوني وليامز (فنان)
أنتوني وليامز (بالإنجليزية: Anthony Williams)‏ هو فنان قصص مصورة وفنان بريطاني، ولد في 1965.

## وصلات خارجية
- الموقع الرسمي